# Bürgermeister O'Swald II
Bürgermeister O'Swald II var världens största bemannade fyrskepp. Dess fyrposition var åren 1948–1988 Elbe 1 utanför Elbes mynning. Det var det sista i raden av fyrskepp på den positionen, så namnet Elbe 1 (Feuerschiff Elbe 1) används ofta synonymt för skeppet. Det är sedan 1990 ett museum, och bed & breakfast, med Cuxhaven som hemmahamn. 
Bürgermeister O'Swald II byggdes vid varvet Meyer Werft i Papenburg, och sjösattes 1948. Fyrtornet har en höjd på 15 meter över vattenlinjen, och hade en ljusstyrka på 2000 W som kunde ses på 23 nautiska mil. Ljuspulserna var 5 sek tänd – 5 sek släckt. 
Den akustiska identifieringen var i morsekod kort-kort-lång-kort-kort  ( . . – . . ). Som mest hade Bürgermeister O'Swald II en besättning på 27 man, varav 9 jobbade i treskift. Under sina 40 år i tjänst blev det påseglat ett 50-tal gånger.

## Galleri

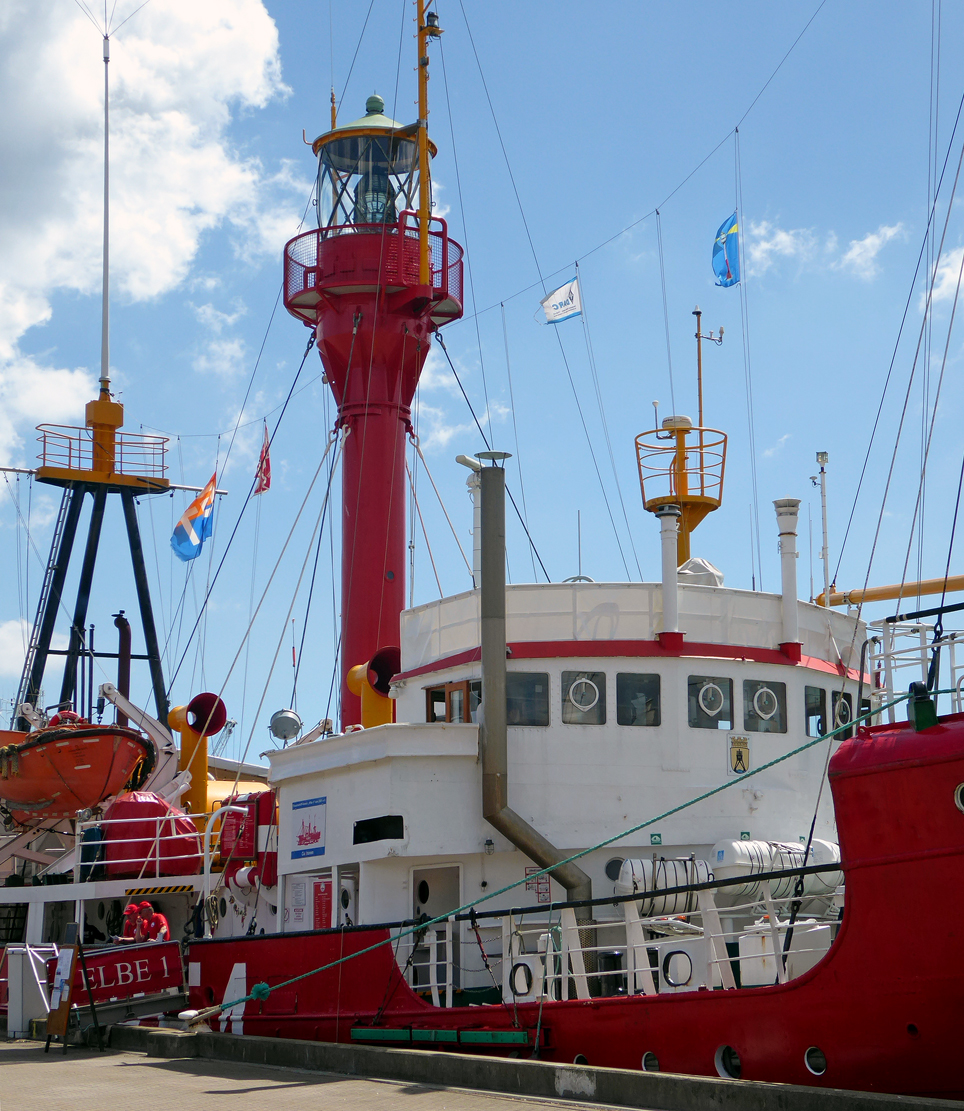
Elbe 1 - Bürgermeister O'Swald II på besök i Ystad 12 juli 2017.
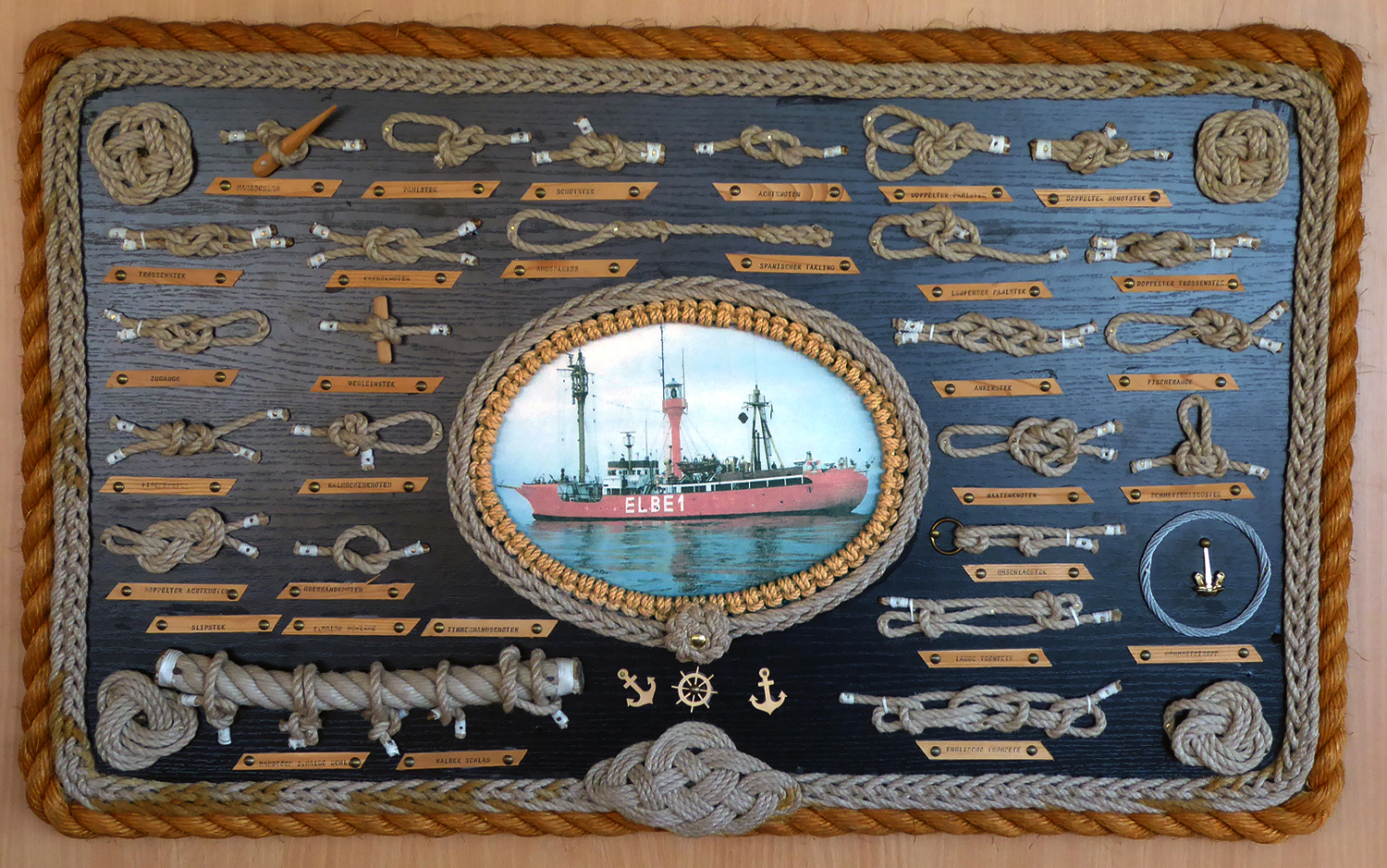
En tavla med olika knopar på en vägg på kommandobryggan.
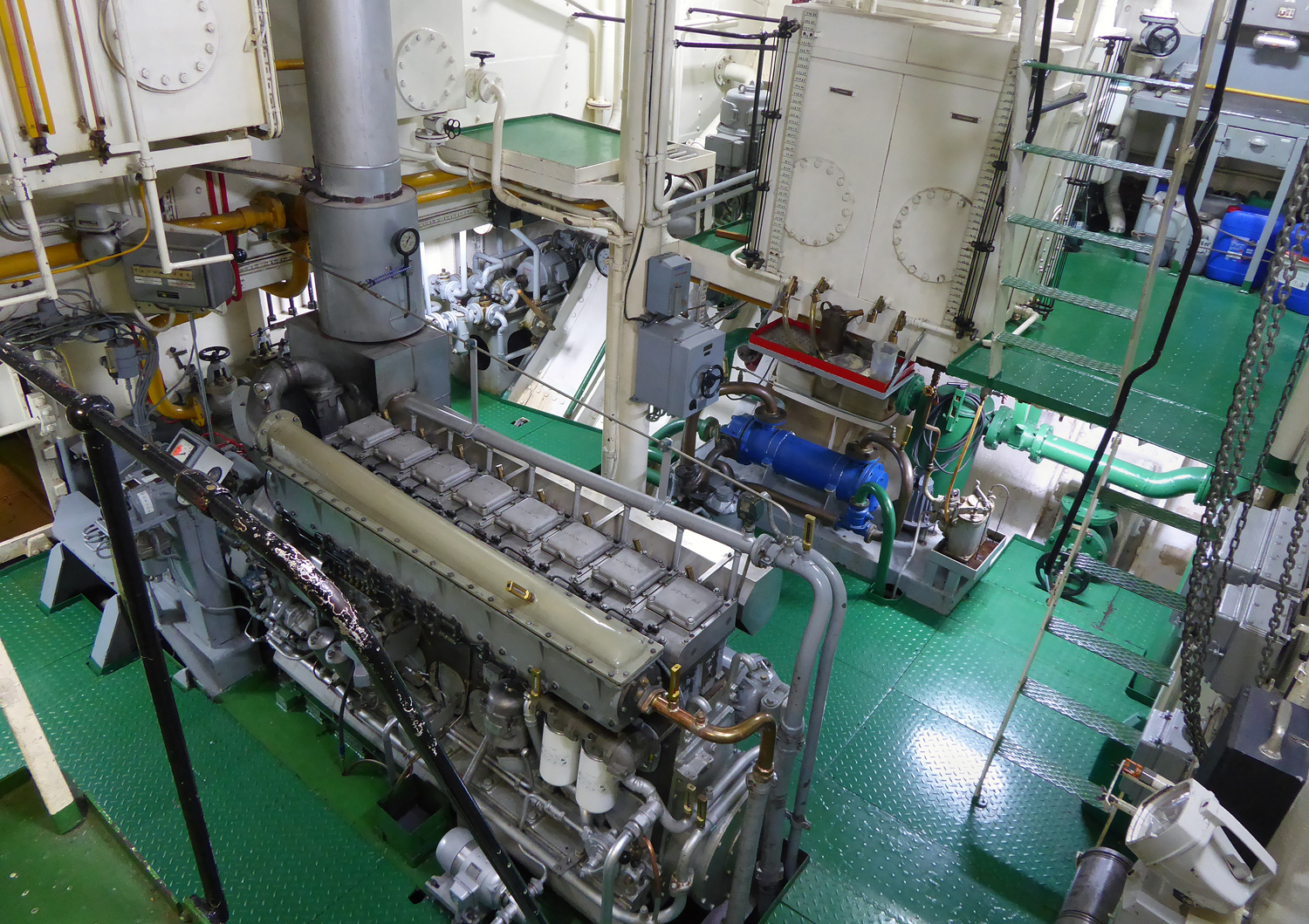
Maskinrum.
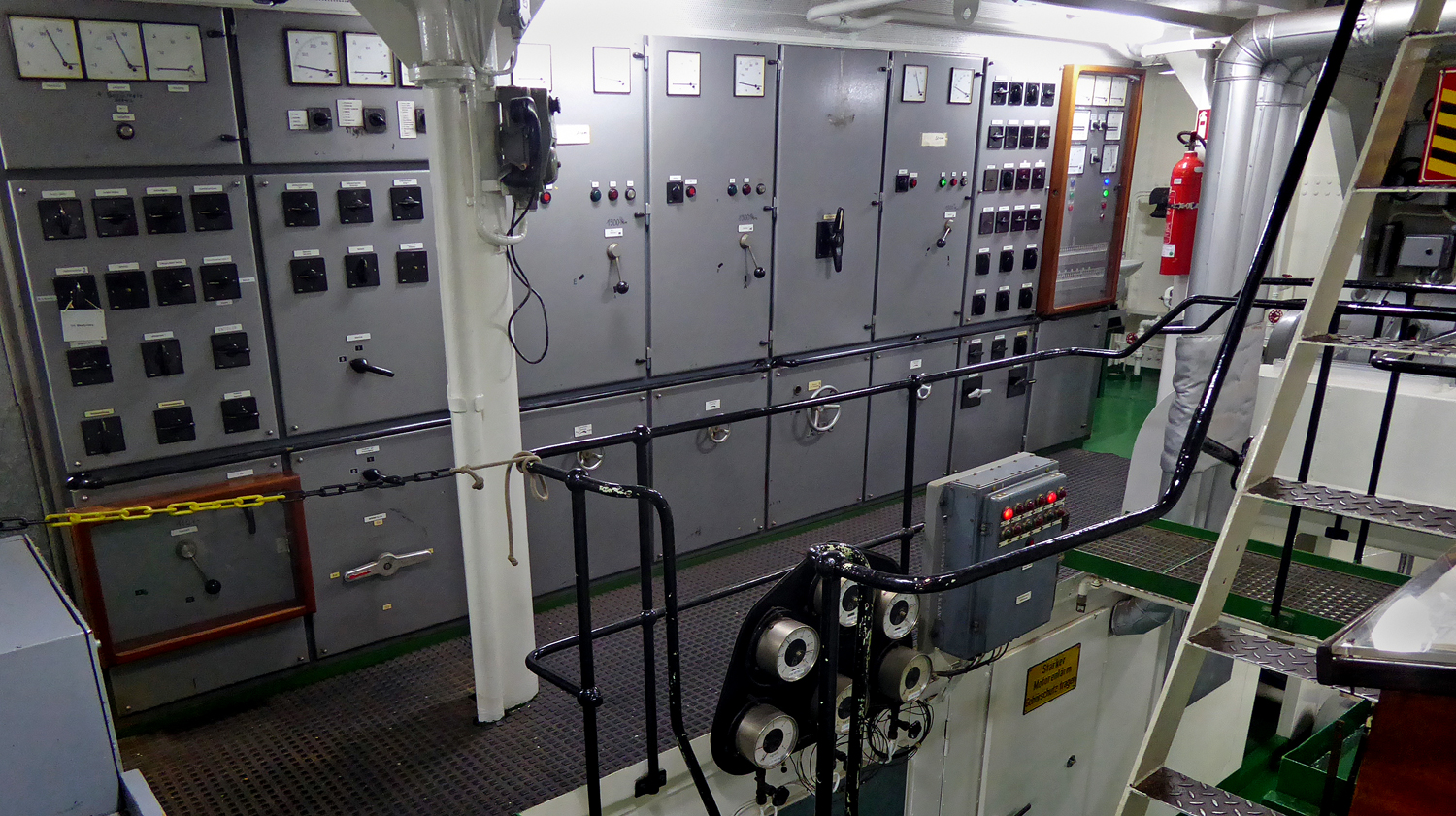
Elcentral.
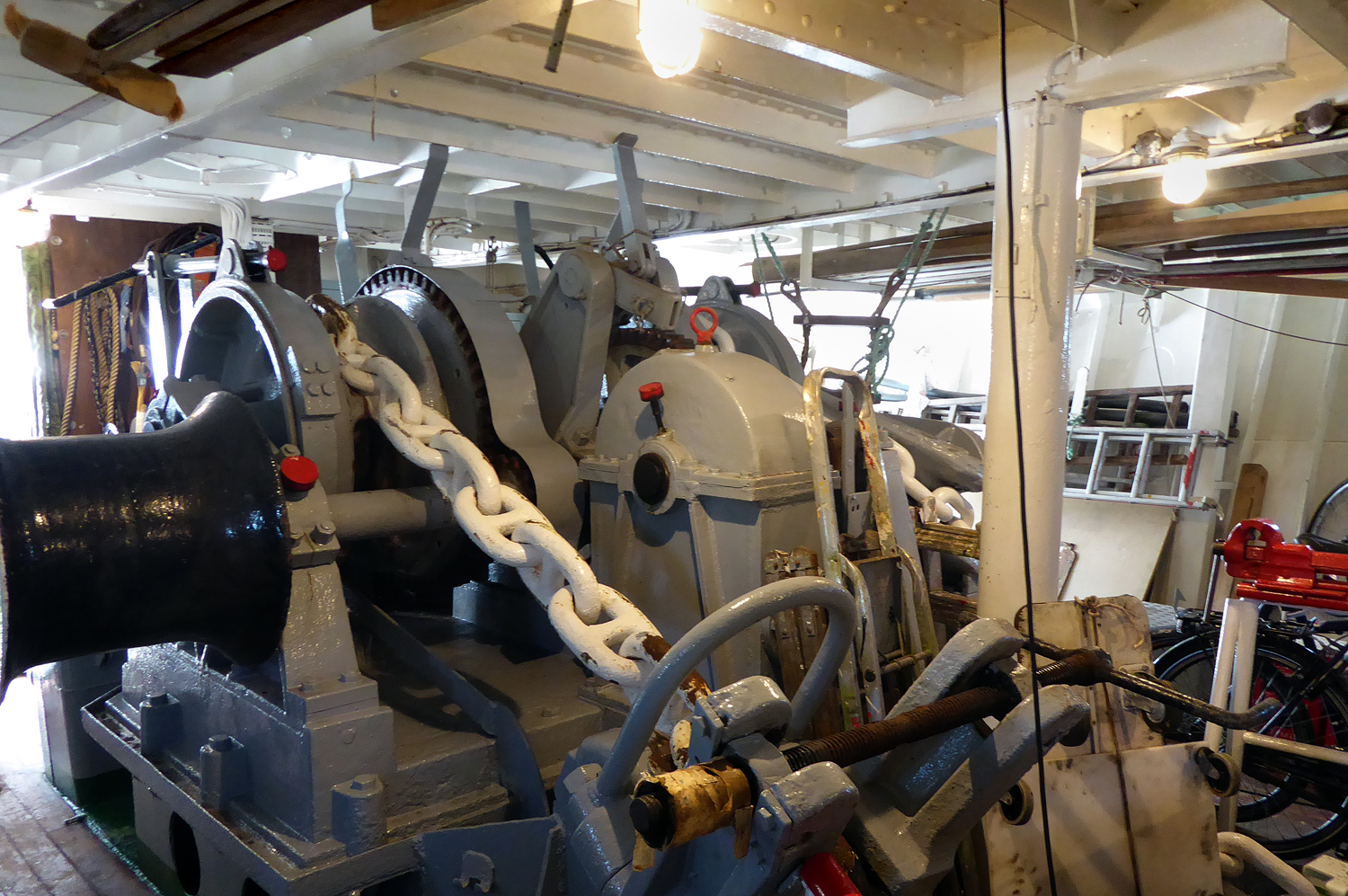
Ankarspel.